# Caterina Àgata de Rappoltstein
Caterina Àgata de Rappoltstein (en francès Catherine Agathe de Ribeaupierre, de Rappoltstein) va néixer a Ribeauvillé (França) el 15 de juny de 1648 i va morir a Bischwiller el 16 de juliol de 1683. Era filla del comte de Ribeaupierre Joan Jacob de Rappoltstein (1598-1673) i d'Anna Clàudia de Salm-Kyrburg (1615-1673).
El 5 de setembre de 1667 es va casar amb el duc Cristià II de Zweibrücken-Birkenfeld (1637-1717), fill de Cristià I de Birkenfeld-Bischwieler (1598-1654) i de Magdalena Caterina de Wittelsbach (1607-1648). El matrimoni va tenir set fills:
- Magdalena (1648-1683), casada amb Felip de Hanau (1664-1712).
- Lluís (1669-1670)
- Elisabet (1671-1672)
- Cristina (1671-1673)
- Carlota (1672-1672)
- Cristià III de Zweibrucken-Birkenfeld (1674-1735), casat amb Carolina de Nassau-Saarbrücken (1704-1774).
- Lluïsa (1679-1753), casat amb Antoni Ulric de Waldeck (1676–1728).